# Wolayersee und Umgebung
Wolayersee und Umgebung este o arie protejată (arie specială de conservare — SAC, sit de importanță comunitară — SCI) din Austria întinsă pe o suprafață de 1.940 ha, integral pe uscat.

## Localizare
Centrul sitului Wolayersee und Umgebung este situat la coordonatele 46°37′00″N 12°53′00″E / 46.6167°N 12.8833°E.

## Înființare
Situl Wolayersee und Umgebung a fost declarat sit de importanță comunitară în mai 1995 pentru a proteja 2 specii de plante și 18 specii de animale. Situl a fost protejat și ca arie specială de conservare în decembrie 2008.

## Biodiversitate
Situată în ecoregiunea alpină, aria protejată conține 15 habitate naturale: Pajiști alpine și boreale, Tufărișuri cu Pinus mugo și Rhododendron hirsutum (Mugo-Rhododendretum hirsuti), Pajiști boreale și alpine pe substrat silicios, Pajiști alpine și subalpine calcaroase, Formațiuni ierboase bogate în specii de Nardus, dezvoltate pe substraturi silicioase în zone montane (și în zone submontane, în Europa continentală), Liziere de ierburi înalte hidrofile de câmpie și de nivel montan până la alpin, Mlaștini alcaline, Grohotișuri silicioase de la nivelul montan până la nivelul zăpezii (Androsacetalia alpinae și Galeopsietalia ladani), Grohotișuri calcaroase și de șisturi calcaroase de la nivelul montan până la nivelul alpin (Thlaspietea rotundifolii), Pante stâncoase calcaroase cu vegetație casmofită, Pante stâncoase silicioase cu vegetație casmofită, Ghețari permanenți, Păduri de fag Luzulo-Fagetum, Păduri ilirice de Fagus sylvatica (Aremonio-Fagion), Păduri alpine de Larix decidua și/sau Pinus cembra.
La baza desemnării sitului se află mai multe specii protejate:
- plante (2): papucul doamnei (Cypripedium calceolus), Eryngium alpinum
- păsări (14): minunița (Aegolius funereus), potârnichea de stâncă (Alectoris graeca saxatilis), acvilă de munte (Aquila chrysaetos), cocoșul de mesteacăn (Bonasa bonasia), ciocănitoare neagră (Dryocopus martius), șoim călător (Falco peregrinus), ciuvică (Glaucidium passerinum), Lagopus mutus helveticus, viespar (Pernis apivorus), ciocănitoare de munte (Picoides tridactylus), ciocănitoare verzuie (Picus canus), cocoșul de mesteacăn (Tetrao tetrix tetrix),  cocoș de munte (Tetrao urogallus), fluturașul de stâncă (Tichodroma muraria)
- mamifere (2): râs eurasiatic (Lynx lynx), urs brun (Ursus arctos)
- nevertebrate (2): fluturele auriu (Euphydryas aurinia), Rosalia alpina

Pe lângă speciile protejate, pe teritoriul sitului au mai fost identificate 14 specii de plante, 1 specie de amfibieni, 1 specie de mamifere, 4 specii de nevertebrate, 2 specii de reptile.